# Kamiyashiki de Matsudaira Tadamasa

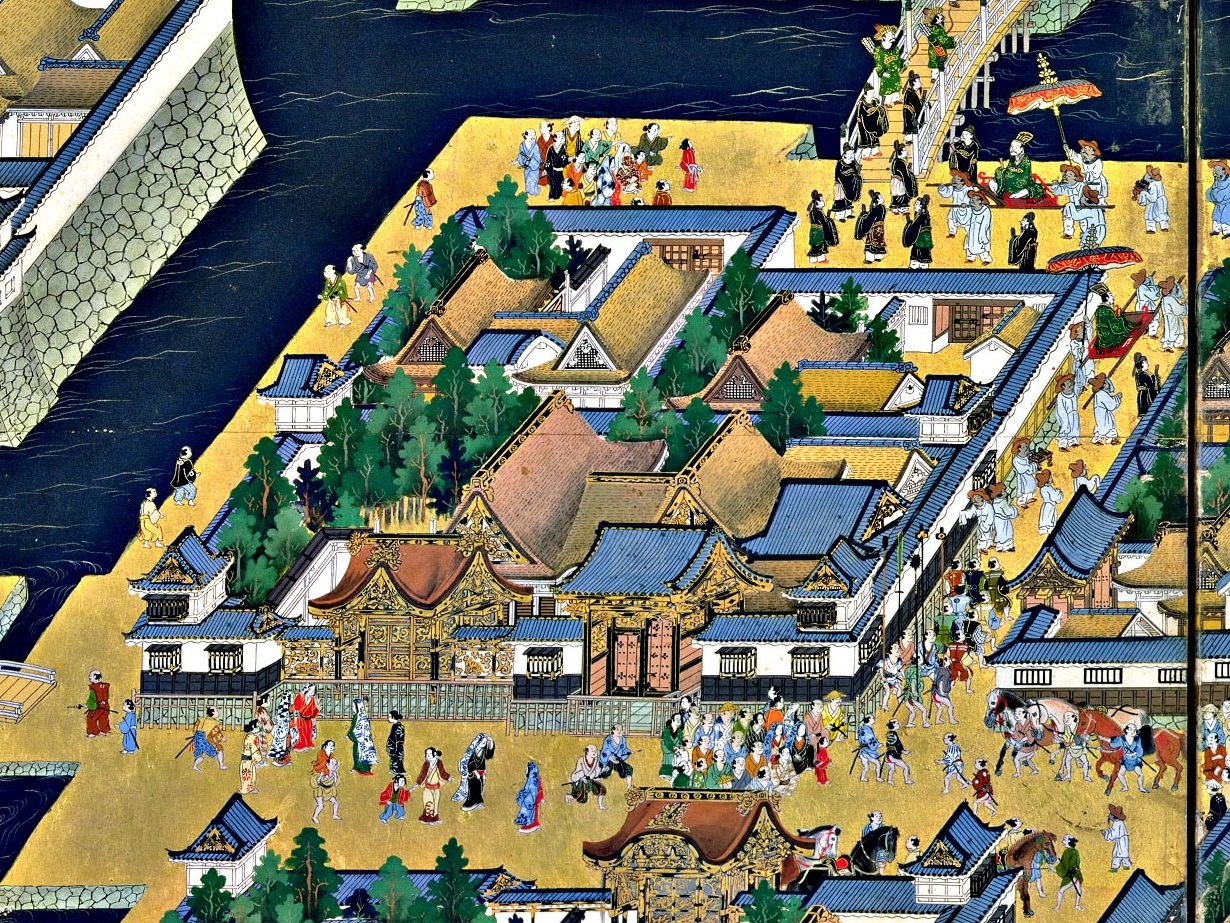
Résidence de Matsudaira Tadamasa telle que représentée sur les paravents Edo-zu byōbu (XVIIe siècle).

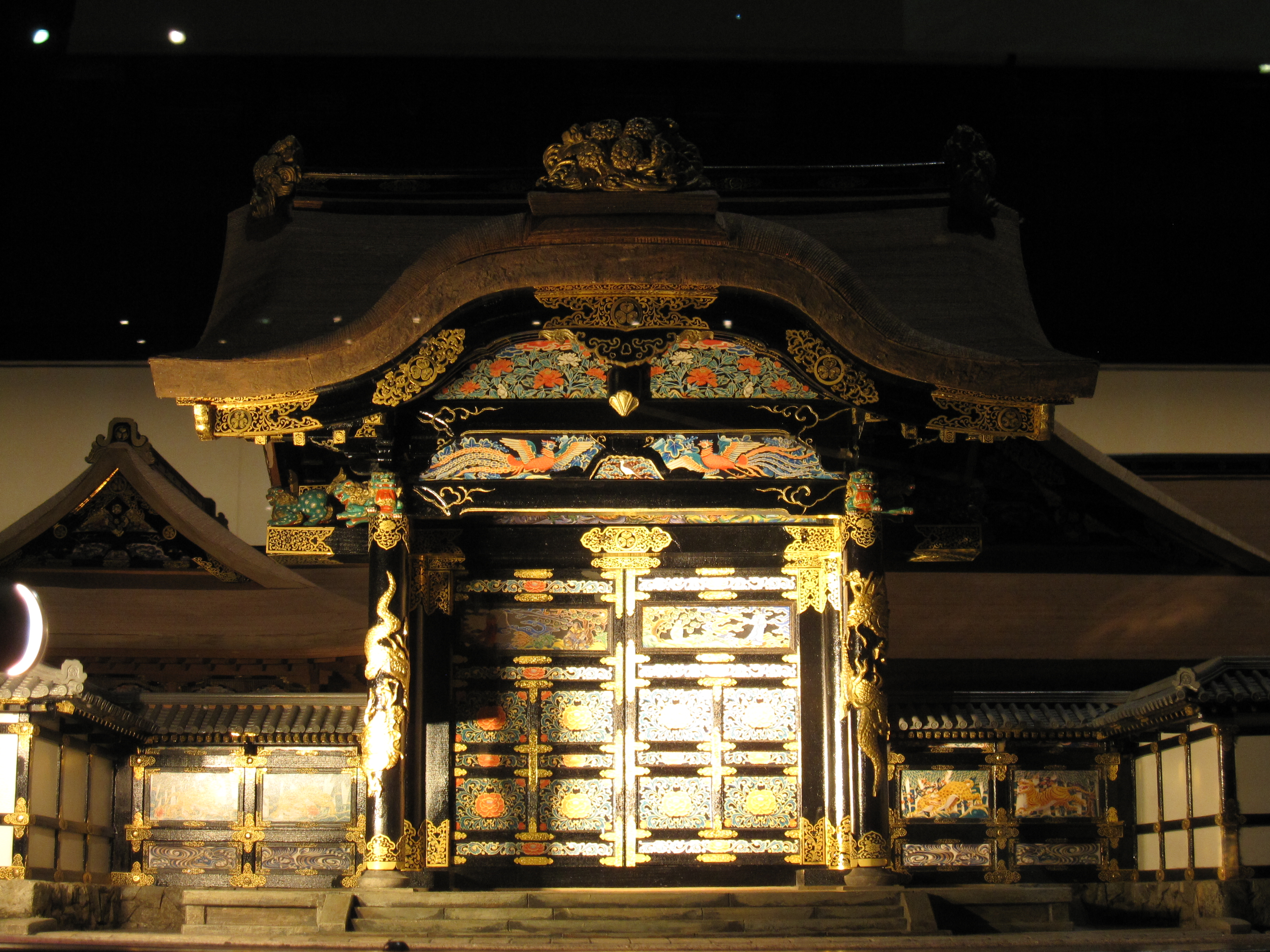
Maquette au 1:30 de la porte réservée aux visiteurs de marque, musée d'Edo-Tokyo.

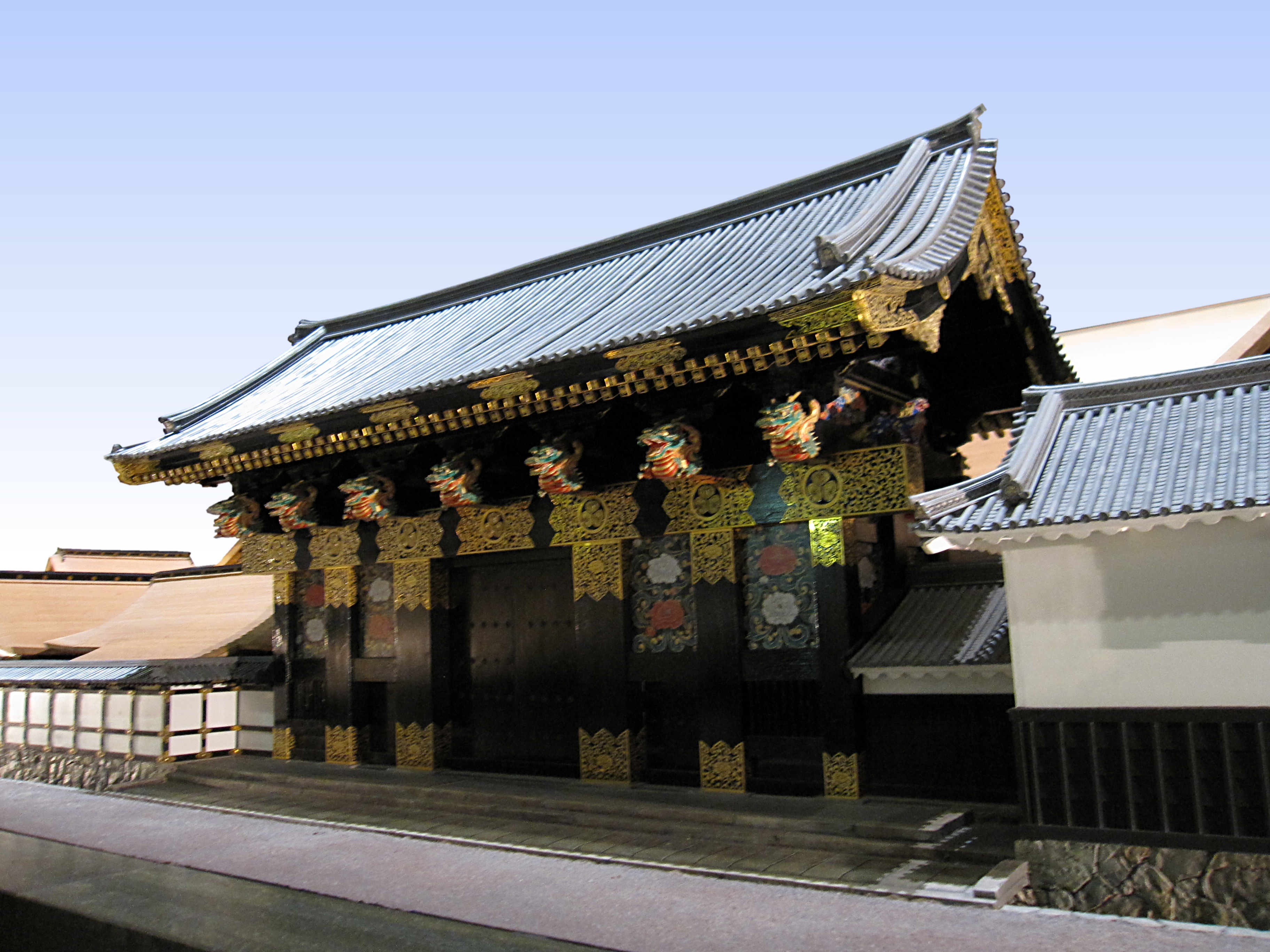
Maquette au 1:30 de la porte principale, seimon, proche du daidokoro.

Le kamiyashiki de Matsudaira Tadamasa est un grand complexe résidentiel situé à l'extérieur du château d'Edo au XVIIe siècle.

## Histoire
Matsudaira Iyo-no-kami Tadamasa (1597-1645), daimyo du domaine d'Echizen (plus tard domaine de Fukui), fait construire cette « résidence supérieure » ou résidence principale, kamiyashiki (上屋敷), en face de la porte Ōtemon du château d'Edo. Au cours de l'époque d'Edo, un kamiyashiki est la résidence principale ou « supérieure » d'un seigneur, par opposition à sa résidence « inférieure » ou plus petite ou retraite, appelée shimoyashiki (下屋敷), à l'extérieur d'Edo. Une autre résidence de rechange à Edo est la nakayashiki (中屋敷), habituellement habitée par la jeune génération qui succédera à la seigneurie.
Cette résidence est un magnifique ensemble de style Momoyama, construit sur un grand terrain. En 1657 cependant, lors du catastrophique grand incendie de Meireki, ce manoir est entièrement détruit par le feu. Par la suite, ces résidences de luxe ne sont plus construites.

## Architecture
La maison se compose d'un bâtiment principal avec deux grands toits, construits en cèdre du Japon. La résidence est de plain pied dans le style shoin caractéristique, avec de grands toits de ventilation. En dehors de la résidence principale, il existe d'autres bâtiments mineurs pour les fonctionnaires ainsi qu'un certain nombre de jardins avec des arbres. Le complexe est protégé par de hauts murs blancs avec des tours de guet à un étage à chaque coin. L'accès principal dans la résidence se fait par deux portes, tandis qu'il y a des portes mineures pour les fonctionnaires dans la partie arrière. Une large porte se trouve près du daidokoro, qui est la partie principale de la résidence, tandis qu'une deuxième porte est normalement réservée seulement pour les visiteurs de haut rang, tels que le shogun lui-même. La porte pour le shogun est de proportion monumentale, peinte en noir avec des ornements d'or et deux phénix peints sur sa partie supérieure. Le toit incurvé avec le symbole de la famille Matsudaira au-dessus ajoute au sentiment d'importance. De petites douves courent le long de trois côtés de la demeure.
La disposition et l'apparence sont typiques des résidences de daimyo dans la zone d'Ōtemachi à l'extérieur du château d'Edo, comme en témoignent leurs représentations sur les paravents Edo-zu byōbu contemporains du XVIIe siècle.
La maquette à l'échelle 1/30 du musée d'Edo-Tokyo est une reproduction qui repose principalement sur trois sources : 
- les illustrations dans le Iyo-dono yashiki sashi-zu (« Illustrations de la résidence du gouverneur d'Iyo »), conservée dans les archives de la famille Ikeda à l'université d'Okayama,
- les Edo-zu byōbu (« paravents d'Edo »), dans les collections du Musée national d'histoire japonaise,
- le Kōra Kōnen oboegaki (« Memorandum de Kōra Kōnen ») dans la Tokyo Metropolitan Library.

Certaines des structures mineures ont été laissées de côté dans la maquette afin de mettre en évidence les principaux bâtiments à l'arrière. Les bâtiments mineurs incluent les quartiers des domestiques, les entrepôts, les écuries, etc., et leur position est indiquée par la mise en beige sur le fond blanc.

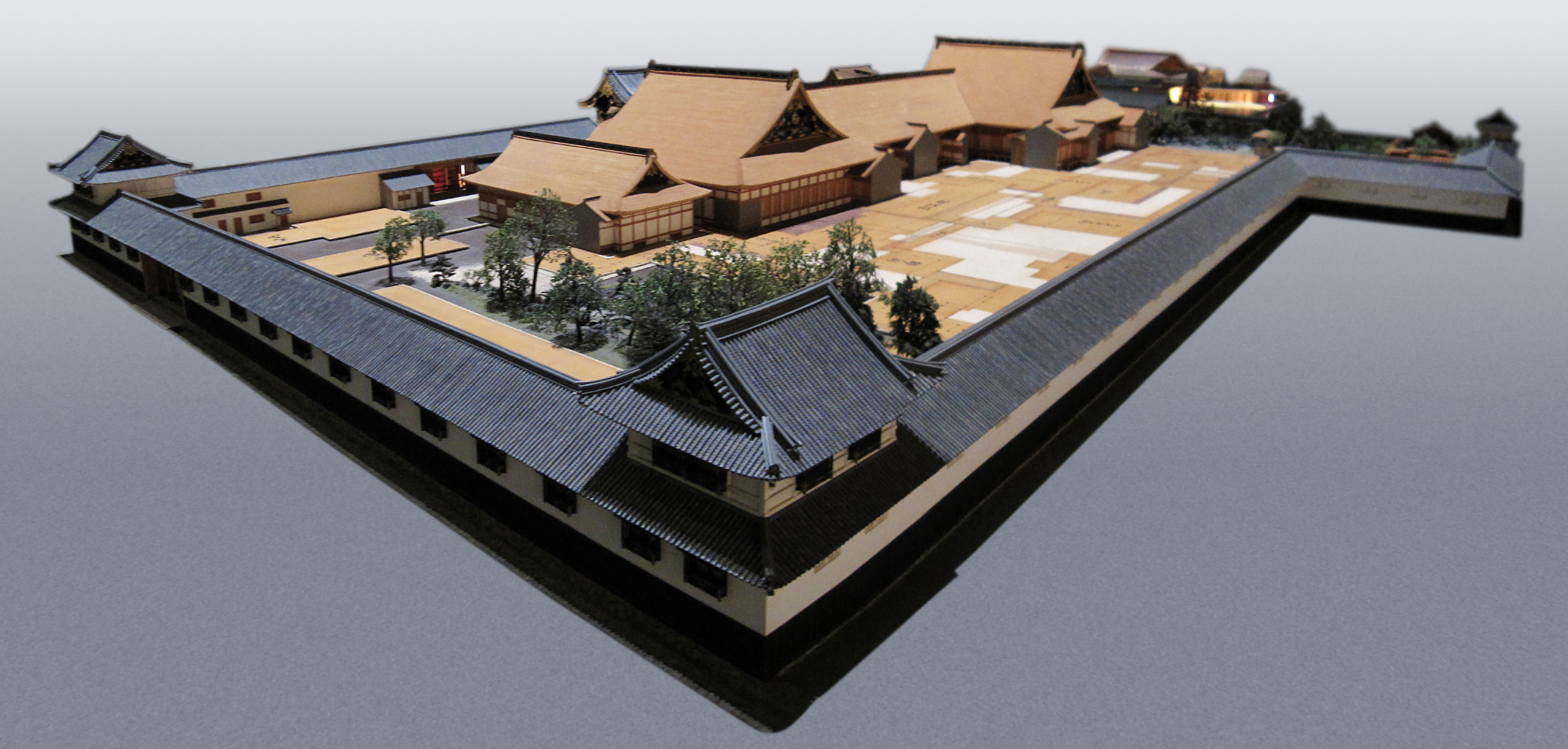
Maquette d'architecture à l'échelle 1:30 de la résidence au musée d'Edo-Tokyo.

## Source de la traduction
- (en) Cet article est partiellement ou en totalité issu de l’article de Wikipédia en anglais intitulé « Kamiyashiki of Matsudaira Tadamasa » (voir la liste des auteurs).